# My Aim Is True
Az 1977-es My Aim Is True Elvis Costello debütáló nagylemeze. Az albumon hallható zenészek nem szerepeltek az eredeti kiadás közreműködői között, habár a háttérzenekart a Clover tagjai alkották.
2003-ban a VH1 minden idők 80. legnagyobb albumának nevezte a My Aim Is True-t. Még ugyanebben az évben a 168. helyet szerezte meg a Rolling Stone magazin Minden idők 500 legjobb albuma listáján. Szerepel továbbá az 1001 lemez, amit hallanod kell, mielőtt meghalsz című könyvben.
2007. november 8-án Costello összeállt a Clover tagjaival és egy jótékonysági fellépés keretében előadták az album dalait a San Franciscó-i Great American Music Hall-ban.

## Az album dalai
| 1. | Welcome to the Working Week | Elvis Costello | 1:22 |
| 2. | Miracle Man                 | Costello       | 3:31 |
| 3. | No Dancing                  | Costello       | 2:39 |
| 4. | Blame It on Cain            | Costello       | 2:49 |
| 5. | Alison                      | Costello       | 3:21 |
| 6. | Sneaky Feelings             | Costello       | 2:09 |

| 1. | (The Angels Wanna Wear My) Red Shoes | Costello | 2:47 |
| 2. | Less Than Zero                       | Costello | 3:15 |
| 3. | Mystery Dance                        | Costello | 1:38 |
| 4. | Pay It Back                          | Costello | 2:33 |
| 5. | I'm Not Angry                        | Costello | 2:57 |
| 6. | Waiting for the End of the World     | Costello | 3:22 |

A Watching the Detectives című dal nem szerepelt a brit kiadáson, de az amerikai kiadásra már felkerült az első oldal utolsó dalaként.

## Helyezések és eladási minősítések

### Album
| Év   | Lista                | Helyezés |
| ---- | -------------------- | -------- |
| 1978 | Billboard Pop Albums | 32       |

### Eladási minősítések
| Szervezet     | Minősítés | Dátum               |
| ------------- | --------- | ------------------- |
| CRIA – Kanada | arany     | 1978. április 1.    |
| RIAA – U.S.   | arany     | 1981. szeptember 4. |
| RIAA – U.S.   | platina   | 2001. október 12.   |

## Közreműködők
- Elvis Costello – ének, gitár, zongora és dobverők a Mystery Dance-en
- Nick Lowe – háttérvokál, zongora, dobverők és basszusgitár a Mystery Dance-en
- John McFee – szólógitár, pedal steel gitár, háttérvokál
- Sean Hopper – zongora, orgona, háttérvokál
- Stan Shaw – orgona a Less Than Zero-n
- Johnny Ciambotti – basszusgitár, háttérvokál
- Mickey Shine – dob
- Andrew Bodnar – basszusgitár a Watching the Detectives-en
- Steve Goulding – dob a Watching the Detectives-en
- Steve Nieve – orgona és zongora a Watching the Detectives-en